# Megaselia diana
Megaselia diana är en tvåvingeart som beskrevs av Borgmeier 1951. Megaselia diana ingår i släktet Megaselia och familjen puckelflugor. Inga underarter finns listade i Catalogue of Life.